# Kirikkale
Kirikkale este un oraș din Turcia, situat în provincia omonimă, Kirikkale, din regiunea Anatolia Centrală.